# 宮地嶽古墳
宮地嶽古墳（みやじだけこふん）は、福岡県福津市宮司元町にある古墳。形状は円墳。津屋崎古墳群（国の史跡）を構成する古墳の1つ。出土品は国宝に指定されている。
全国第2位の規模の巨大石室を有し、豪華な副葬品が多数出土したことで知られる。本項では、宮地嶽火葬墓（出土品は国宝に指定）についても解説する。

## 概要

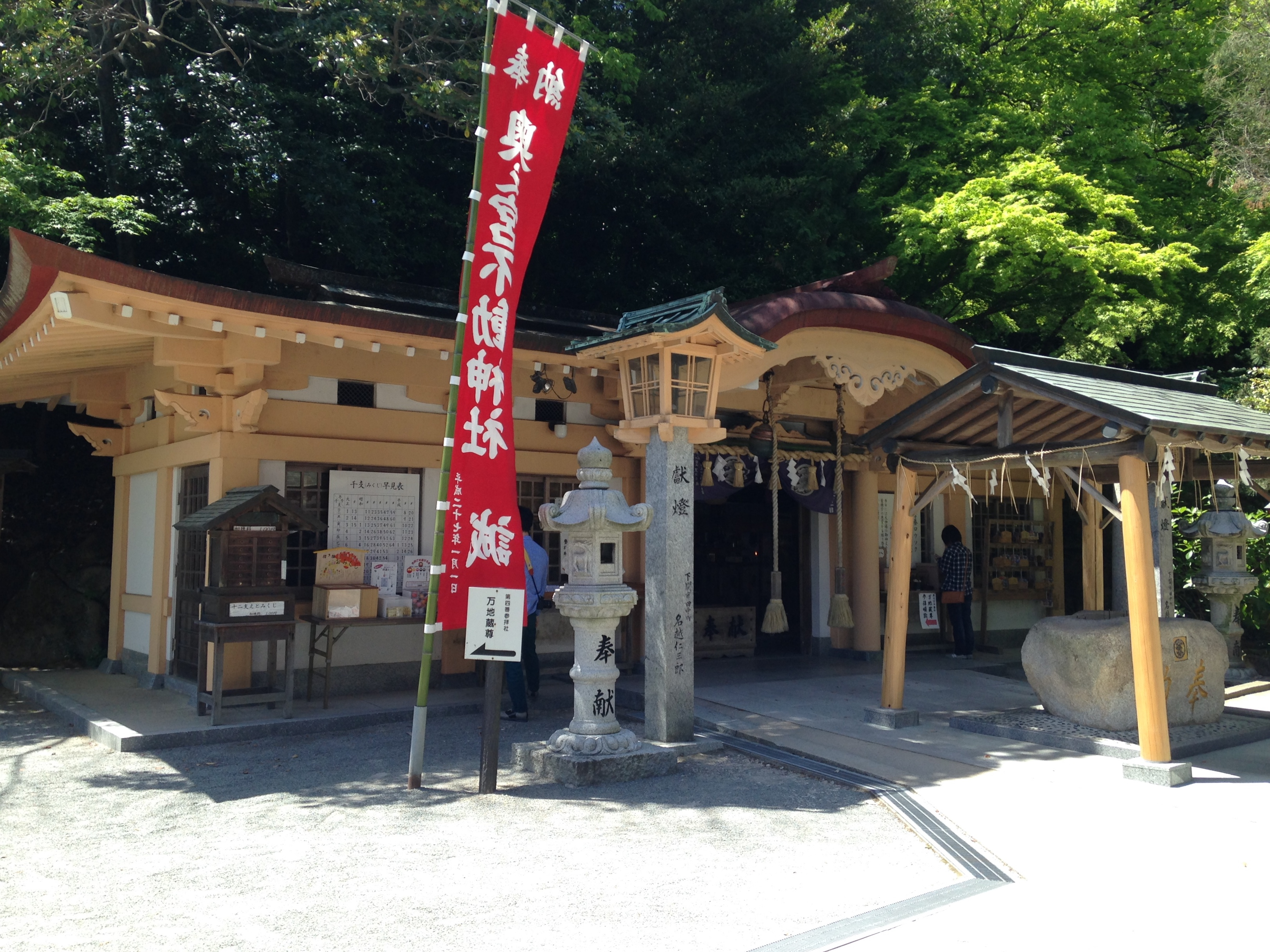
不動神社（宮地嶽神社奥宮）石室開口部前に拝殿が建てられている。

福岡県北部、宮地岳（標高180.7メートル）山腹の南斜面上（標高約55メートル）に築造された大型円墳である。付近には古代の宮地嶽火葬墓の存在が推定されるほか、かつて斜面下には小古墳群が分布し、禊池を挟んだ丘陵上には宮司井手ノ上古墳が所在する。現在は宮地嶽神社奥宮の不動神社として祀られる。江戸時代中期に石室が開口し、昭和期に副葬品が複数回出土しているほか、1937・1996年（昭和12・平成8年）に石室実測調査が実施されている（発掘調査は未実施）。
墳丘周囲は改変されているが、元は直径35メートル程度の円形と推定復元される。埋葬施設は横口式石槨系の横穴式石室で、東方向に開口する。石室全長23メートルを測る長大な石室であり、全国第2位の規模になるとして注目される。石室内の発掘調査は行われていないが、付近では長さ3メートル弱の長大な金銅装頭椎大刀を始めとして金銅製冠・金銅製馬具・ガラス板・銅器・須恵器・土師器などの、当初は石室内に納められた副葬品とみられる品が出土している。質・量とも優れており、特に唐草文の馬具や冠などには豊かな国際色が認められる点で注目される。
築造時期は、古墳時代終末期の7世紀中葉（または7世紀前半-中葉/7世紀前半、TK217型式期）頃と推定される。宗像地域の古代氏族である胸肩君（宗像氏）一族の首長墓とする説が有力視され、具体的な被葬者としては胸肩君徳善とする説が挙げられる。巨大な横穴式石室、豪華な副葬品の点で、日本を代表する古墳の1つである。
古墳域は2005年（平成17年）に国の史跡に指定され、出土品は1952年（昭和27年）に国宝に指定されている。現在では年3回の大祭時を除いて石室内部への立ち入りは制限されている。

## 遺跡歴
- 寛保元年（1741年）、大雨の際の土砂崩れで石室開口（天保年間（1830-1844年）編纂の『筑前国続風土記拾遺』）[2]。
- 延享4年（1747年）、石室奥に不動尊を奉斎（『筑前国続風土記拾遺』）[2]。
- 1930年（昭和5年）の遷宮に合わせて、古墳周辺に付帯施設の建設[1]。
- 1934年（昭和9年）、社務所建設の際に馬具・刀剣類の出土[1]。
  - 1936年（昭和11年）9月18日、国宝保存法に基づき馬具等が国宝（旧国宝）に指定[5]。
- 1937年（昭和12年）、石室実測調査（鏡山猛）[1]。
- 1938年（昭和13年）、古墳東側で植樹作業の際にガラス蔵骨器の出土[1]。
  - 1939年（昭和14年）10月25日、国宝保存法に基づき蔵骨器が国宝（旧国宝）に指定[6]。
- 1951年（昭和26年）、羨門前から冠片等の出土[2]。
  - 1952年（昭和27年）3月29日、出土品が国宝（新国宝）に指定[5]。
  - 1961年（昭和36年）4月27日、蔵骨器が国宝（新国宝）に指定[6]。
- 1996年（平成8年）、石室再実測調査（池ノ上宏ら、1999年に報告）[1]。
  - 2005年（平成17年）3月2日、国の史跡に指定（史跡「津屋崎古墳群」のうち）[7]。

## 墳丘

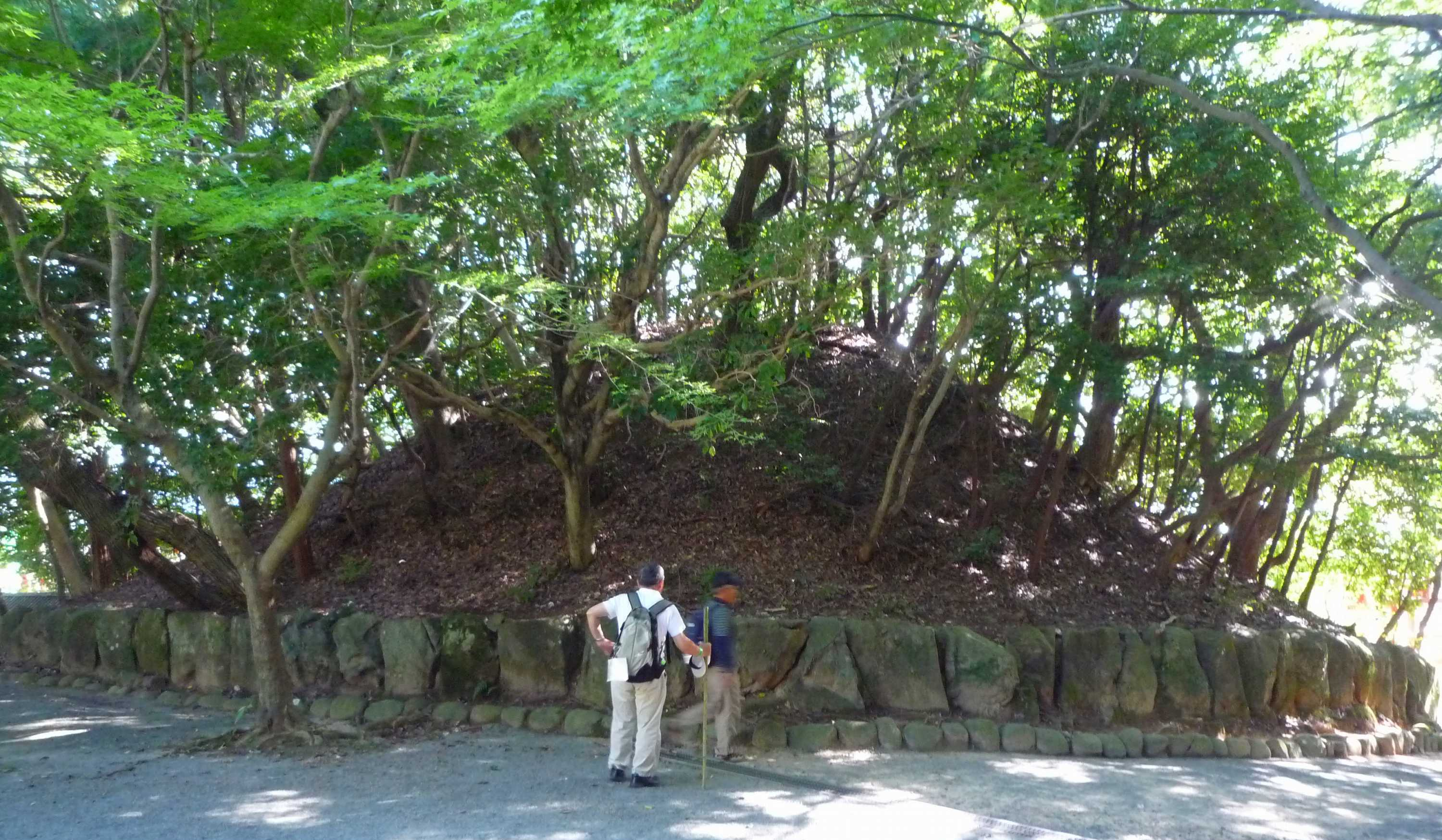
墳丘現在は墳丘周囲に列石が巡る。

墳丘は緩斜面の尾根を切断し、地山の整形を行ったうえで構築されている。現在の墳丘は、南北27メートル・東西34メートルの楕円形を呈するが、元は直径35メートル程度の円形と推定復元される。墳丘上には、厚さ2メートル程度の2次盛土が認められているが、これは1934年（昭和9年）以前の石室内の掘り下げ時の排土とされる。
墳丘周囲には、幅1メートル・高さ1.4メートル程度の石による列石が巡らされ、羨門両側では3段に積む。列石は1934年（昭和9年）以前に設置されたもので、墳丘周囲を削平しており、元はそれ以上に墳丘が広がっていたとみられる。

## 埋葬施設

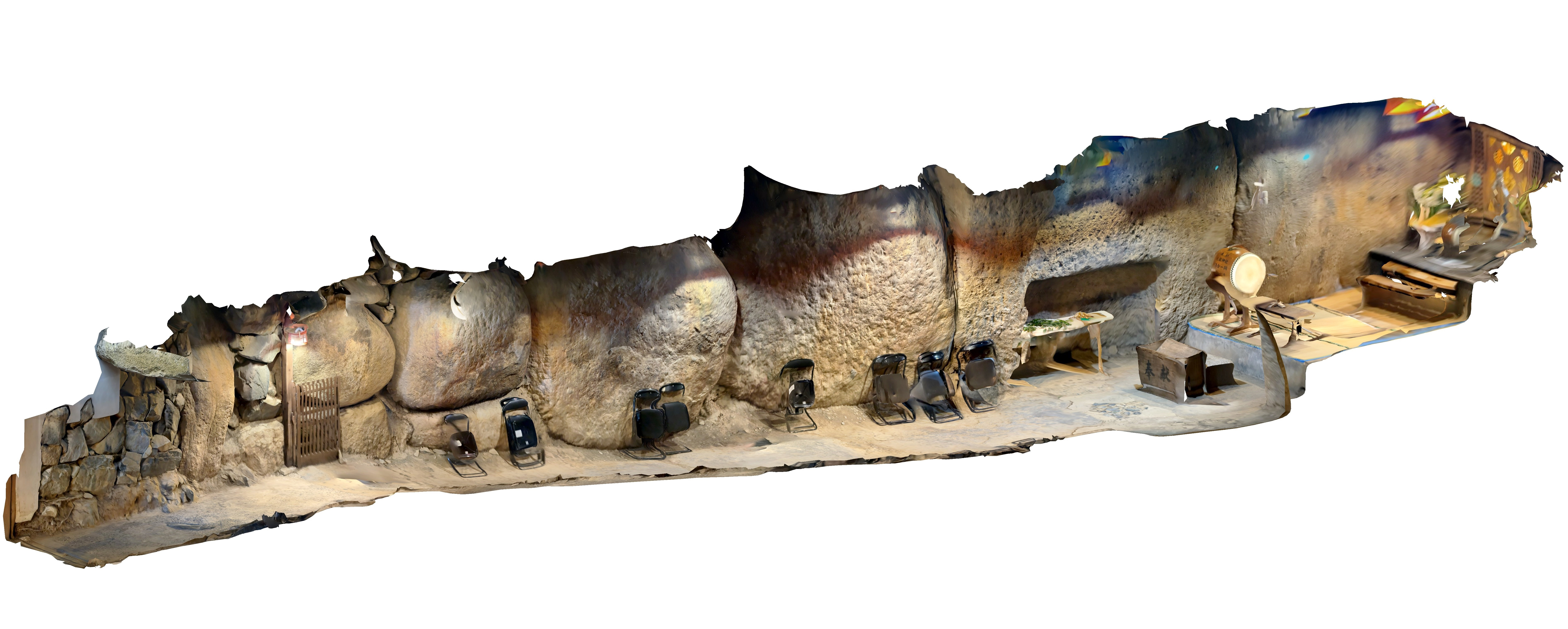
石室俯瞰図

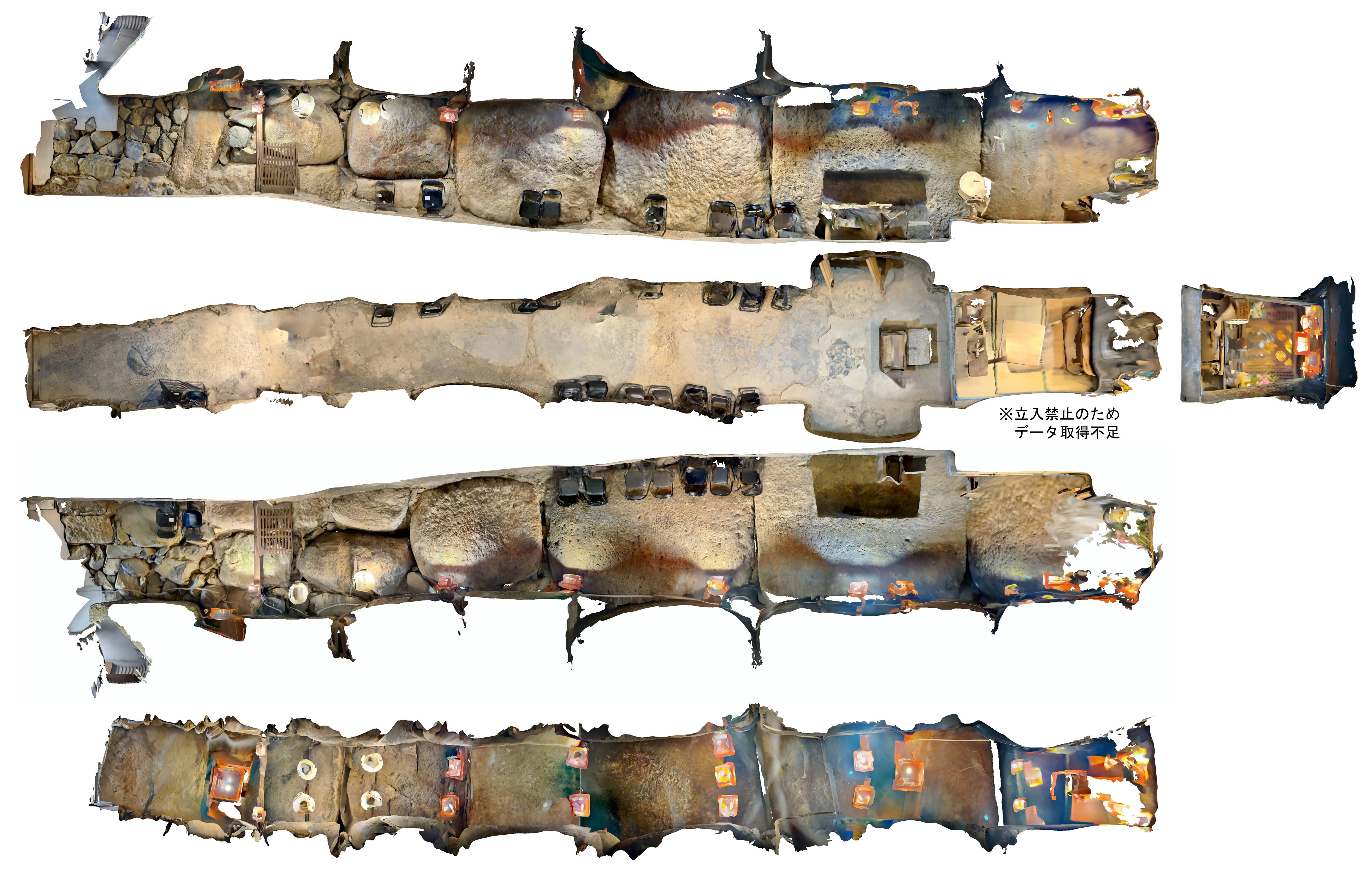
石室展開図

埋葬施設は横口式石槨系横穴式石室で、東方向に開口する。羨道・玄室のうち、玄室の奥側は一回り狭まって奥室・前室に区分され、畿内の横口式石槨同様の複室構造を呈する。石室の規模は次の通り。
- 石室全長：約23.1メートル（現状23.5-24メートル）
- 石槨（奥室）：長さ3.5メートル、幅約1.75メートル
- 玄室（前室）：長さ11.7メートル、幅2.5-2.8メートル、高さ2.2-3.1メートル
  - 左龕（南龕）：長さ1.9メートル、奥行0.7メートル、高さ1.5メートル
  - 右龕（北龕）：長さ1.9メートル、奥行0.7メートル、高さ1.3メートル

石室の石材は恋ノ浦海岸の礫岩とされる。巨石が使用されており、海岸部から中腹まで引き上げる際に多大な労力が必要となったことが示唆される。石室は五条野丸山古墳（奈良県橿原市）の全長28.4メートルに次ぐ全国第2位の規模になる。
石槨（奥から1石目）では、約3メートルの一枚石3個を組む。玄室（奥から2-4石目）は、両側壁に高さ3.1-4.5メートルの一枚石を立て並べる。特に2石目の左右には石材を刳って龕が形成されており、その石材は石室内で最も大きな石で、厚さ1.7メートル以上を測る。江戸時代の記録に基づけば、龕は当初から存在したとみられる。羨道（奥から5-7石目）は、2-3段積みとする。羨門付近には0.3-0.4メートルの塊石が不規則に積み上げられるが、これは2次的な石積みとされる。床面は、現在ではコンクリート打ちのため詳らかとしないが、元は全体に玉石による敷石をした上に、床石を配したと推測される。天井石は、石槨では厚さ0.5メートル、2石目（龕）上では厚さ1メートル、4石目上では厚さ1.65メートルを測る。
宮地嶽古墳と同様の石室構造を持つ古墳としては、手光波切不動古墳（福津市手光）が知られる。かつては宮地嶽古墳→手光波切不動古墳の築造順と見られていたが、2010-2011年度（平成22-23年度）の手光波切不動古墳の調査等を踏まえて、近年では手光波切不動古墳→宮地嶽古墳の築造順と推測される。

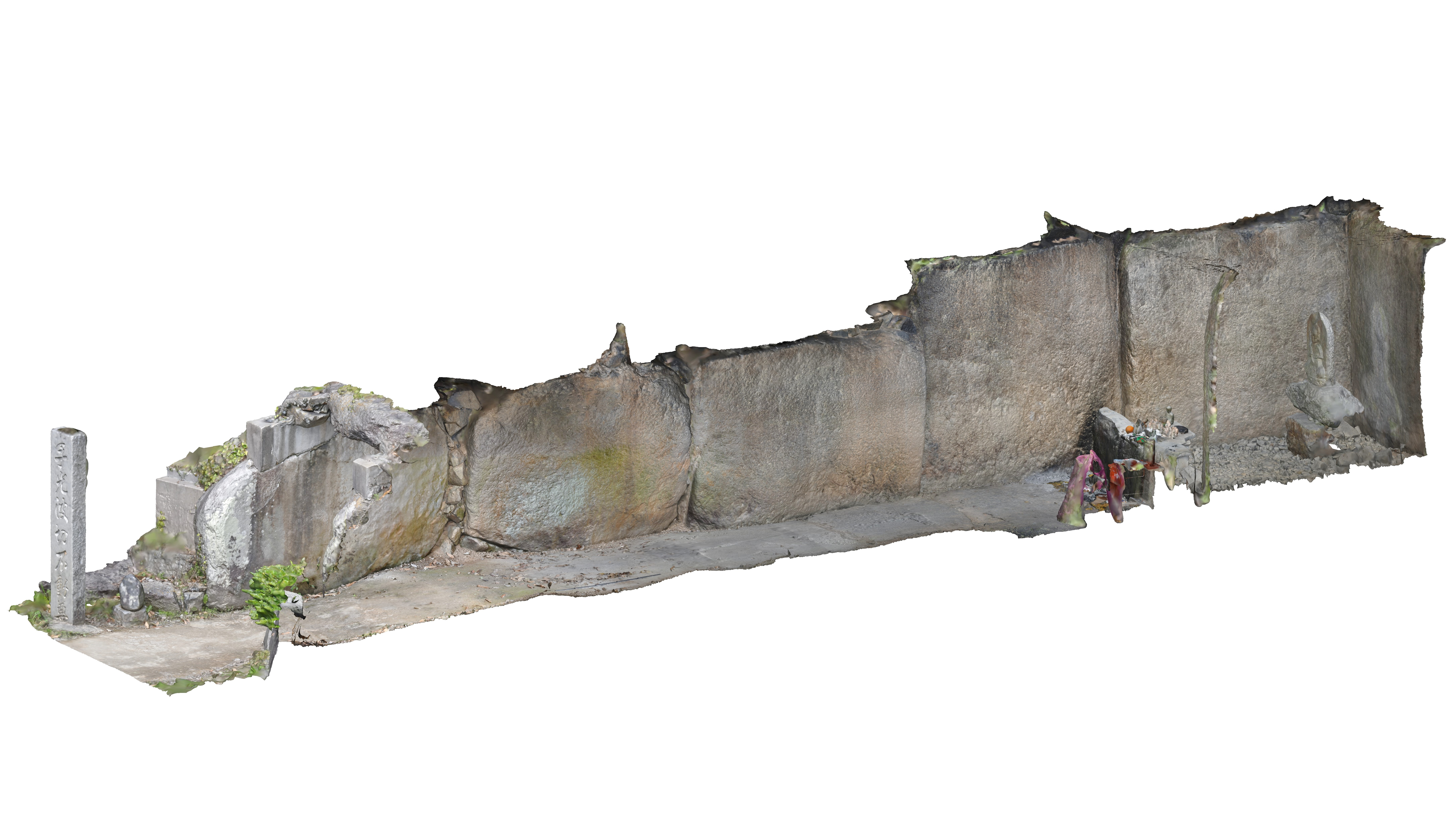
参考：手光波切不動古墳石室俯瞰図
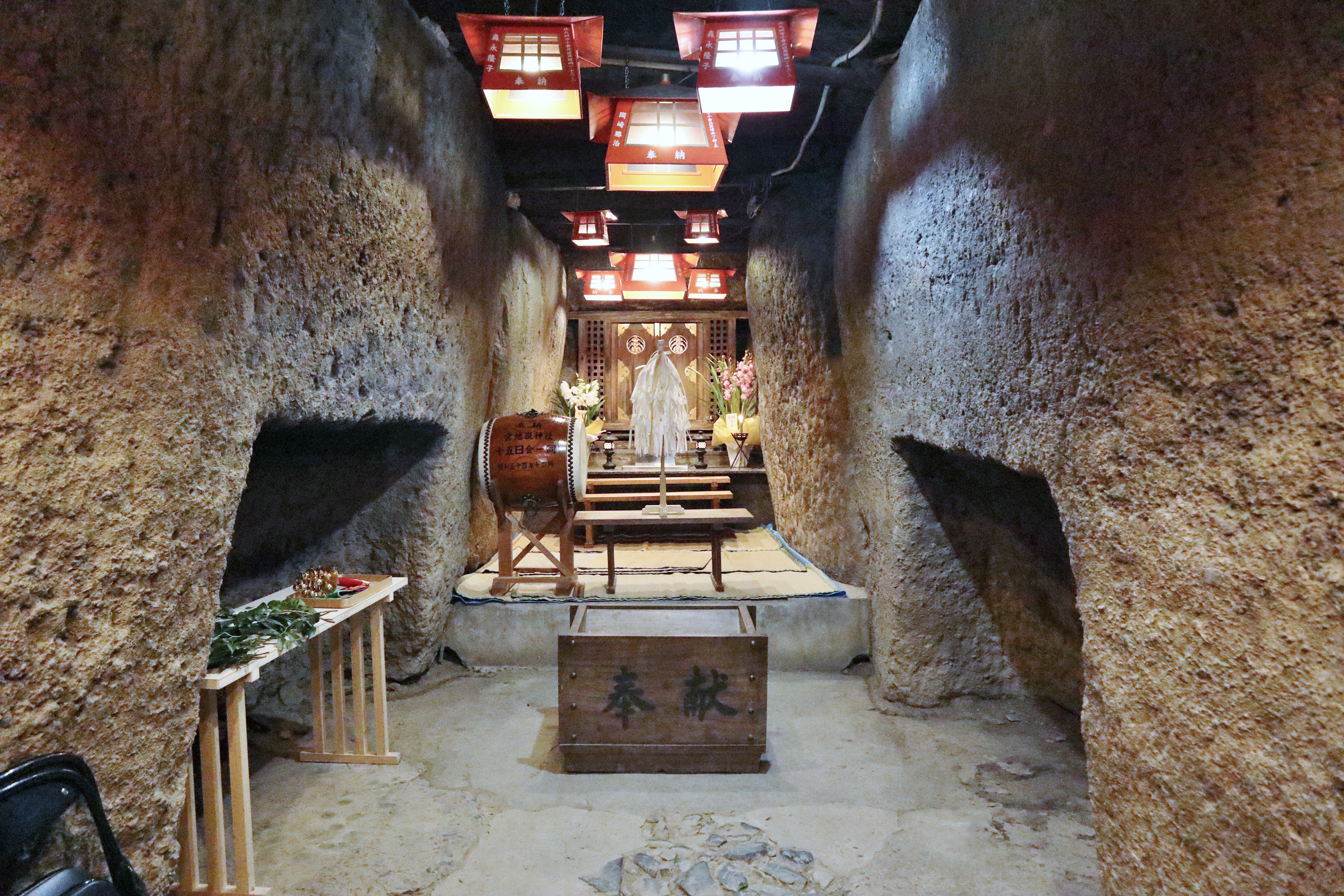
石槨・玄室（奥壁方向） 奥の1石目が石槨部分。手前の2石目（玄室部分）の側壁には龕が形成される。
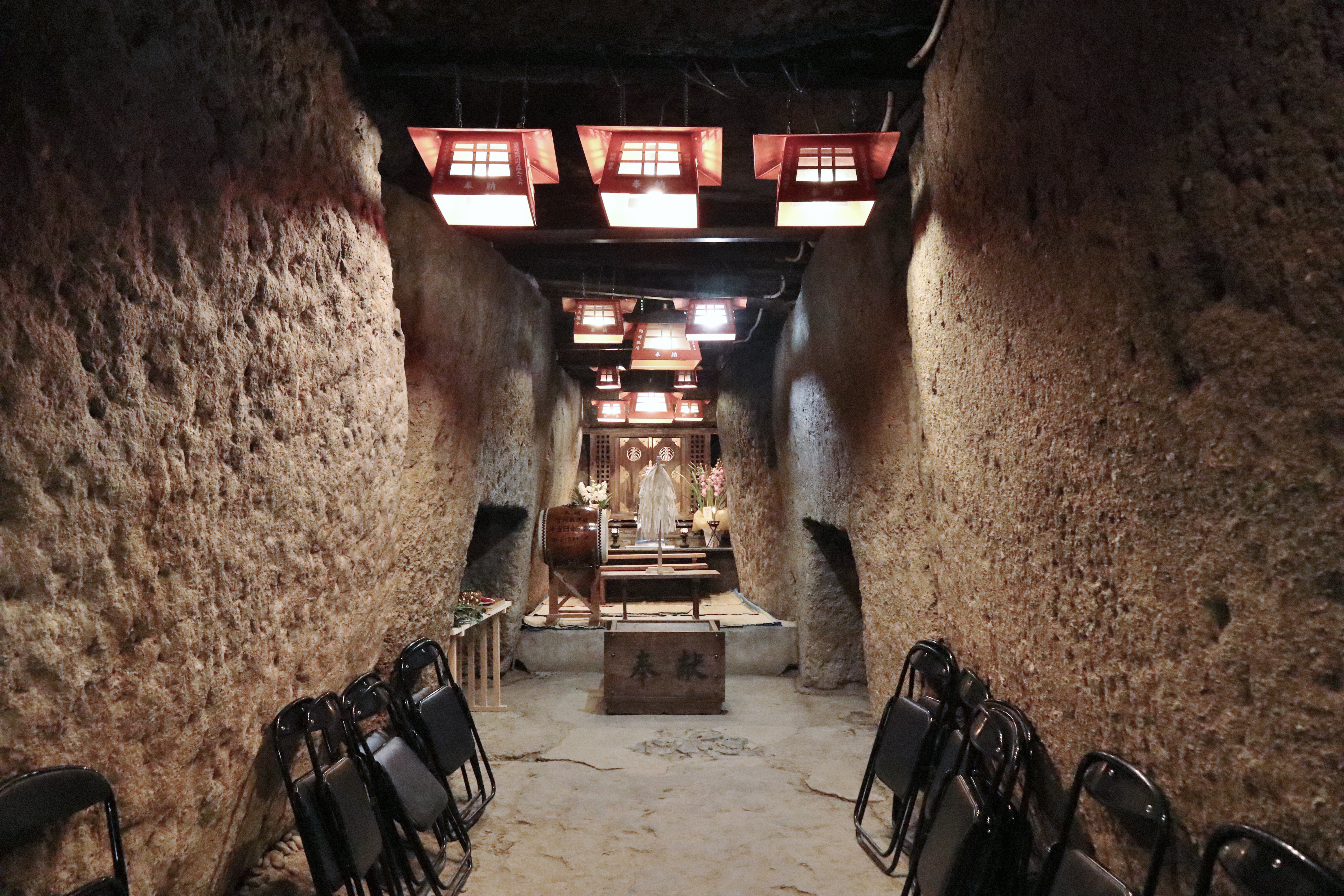
玄室（奥壁方向）
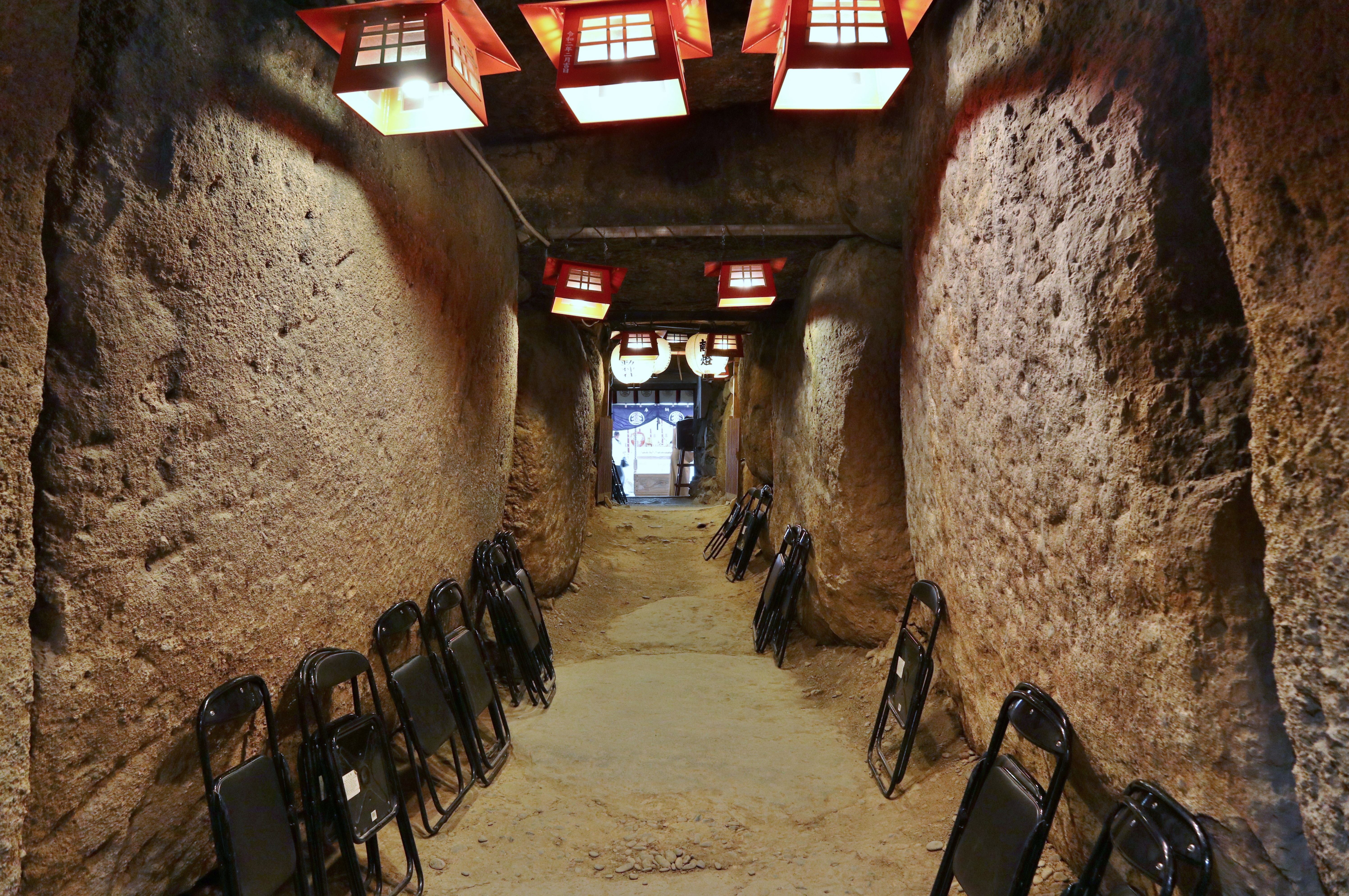
玄室（開口部方向）
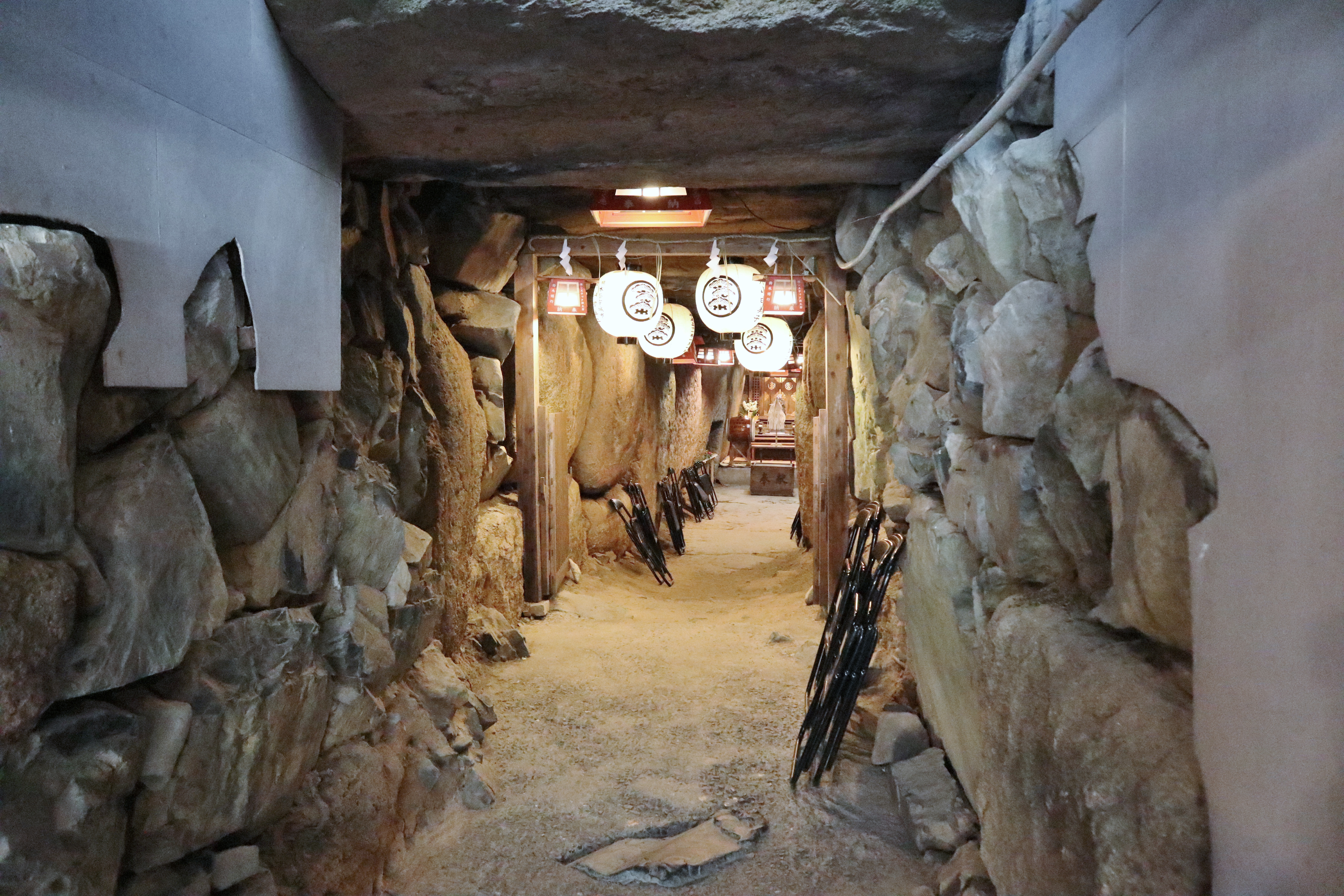
開口部付近（奥壁方向）

## 出土品

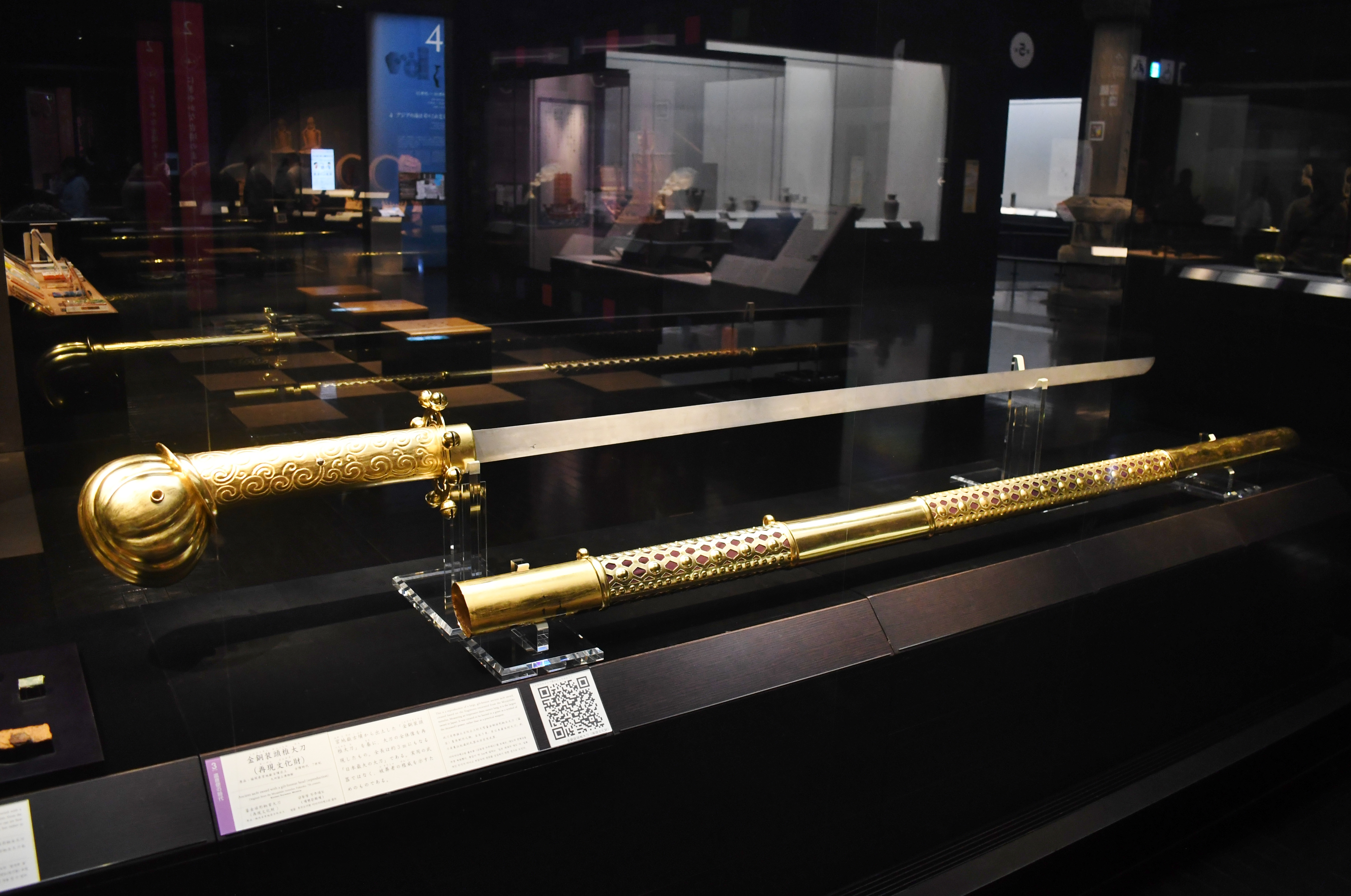
金銅装頭椎大刀（再現）九州国立博物館展示。

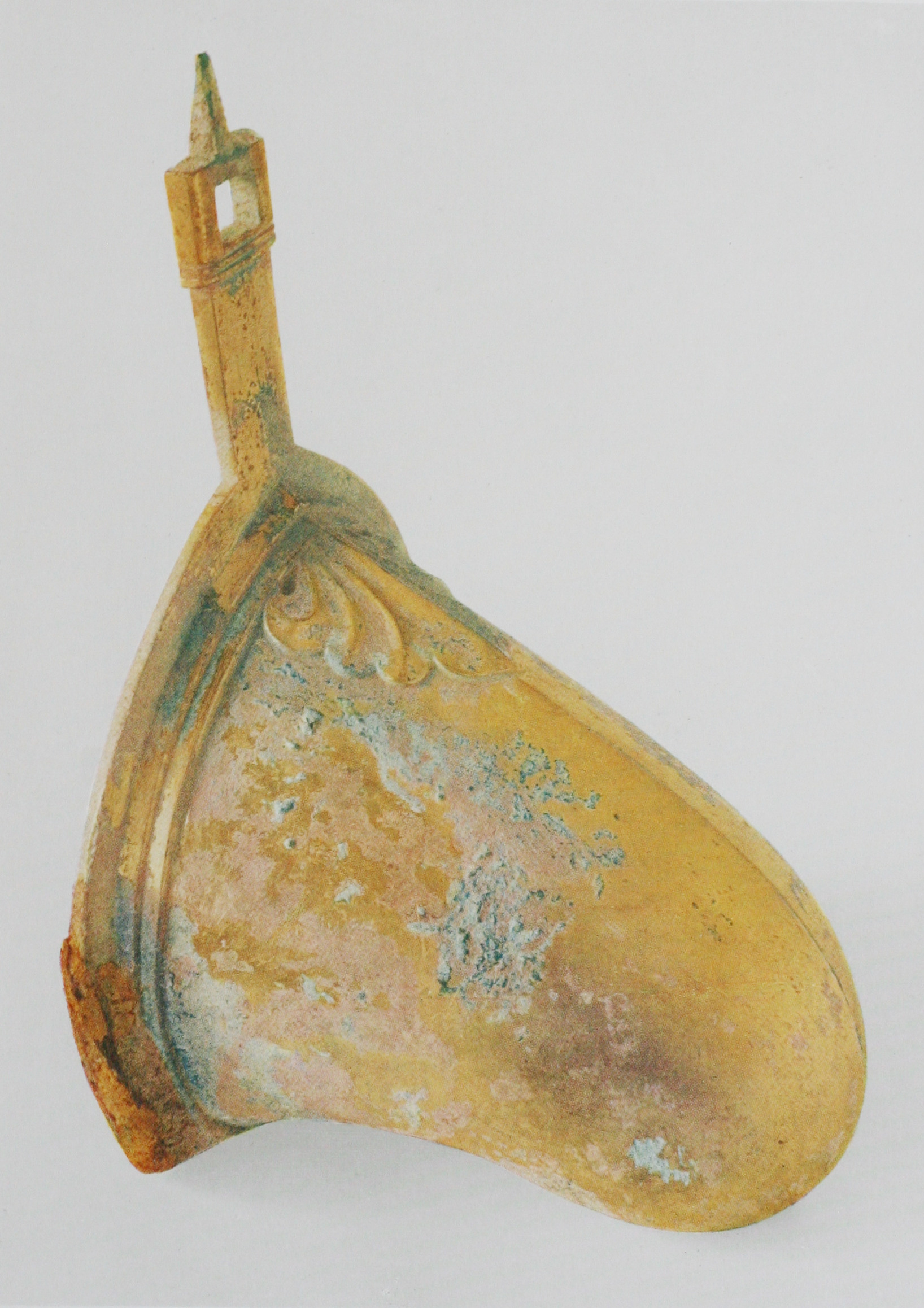
金銅製壺鐙

昭和期に古墳付近から出土した副葬品は次の通り。宮地嶽神社所蔵品（東京国立博物館のち九州国立博物館寄託品、国宝指定）にはMを付して掲載する。
- 大刀
  - 金銅装頭椎大刀（大型） 1（M） - 推定全長2.4-2.8メートル。柄頭・鐔・鞘金具・刀身が遺存。
  - 金銅装頭椎大刀 1（M） - 推定全長0.90メートル。柄頭・鎺金具・鞘尻金具・刀身が遺存。
- 馬具
  - 金銅製鞍（前輪、後輪、磯金具） 1個体（M） - 前輪・後輪の覆輪はほぼ完存、それ以外の金具のほとんどは欠失。
  - 金銅製壺鐙 2（M）
  - 金銅製鏡板付轡 2（M）
  - 金銅製杏葉 2（M）
  - 鞍（唐草文金具） 1（M）
  - 鉸具（鉄製） 1（M）
  - 鉸具（金銅製鞍金具など） 7（M）
- ガラス板 3個体（M） - ガラス玉の原材料か。
- ガラス板（破片） 27（M19、他8+）
- 砥石 1（M）
- 金銅製透彫冠 1（M）
- ガラス玉（大・中） 265（M256、他6） - 鉛ガラス製、緑色半透明。
- 金環 3（M1、他2）
- 銅鈴 3（M2、他1）
- 銅釘 4（M）
- 飾金具 2（M）
- 金具（その他） 2（M）
- 銅鎖 1個体（18環）（M）
- 銅器 2（M） - 蓋付銅鋺1、承盤1。
- 銅製刀子（鞘金具） 1個体（M）
- 須恵器 17（M4、他13） - 坏身6、坏蓋5、高坏2、平瓶1など。小田IVA期（TK209型式期）以前の須恵器は含まない[4]。
- 土師器 3（M） - 坏1、壺2。

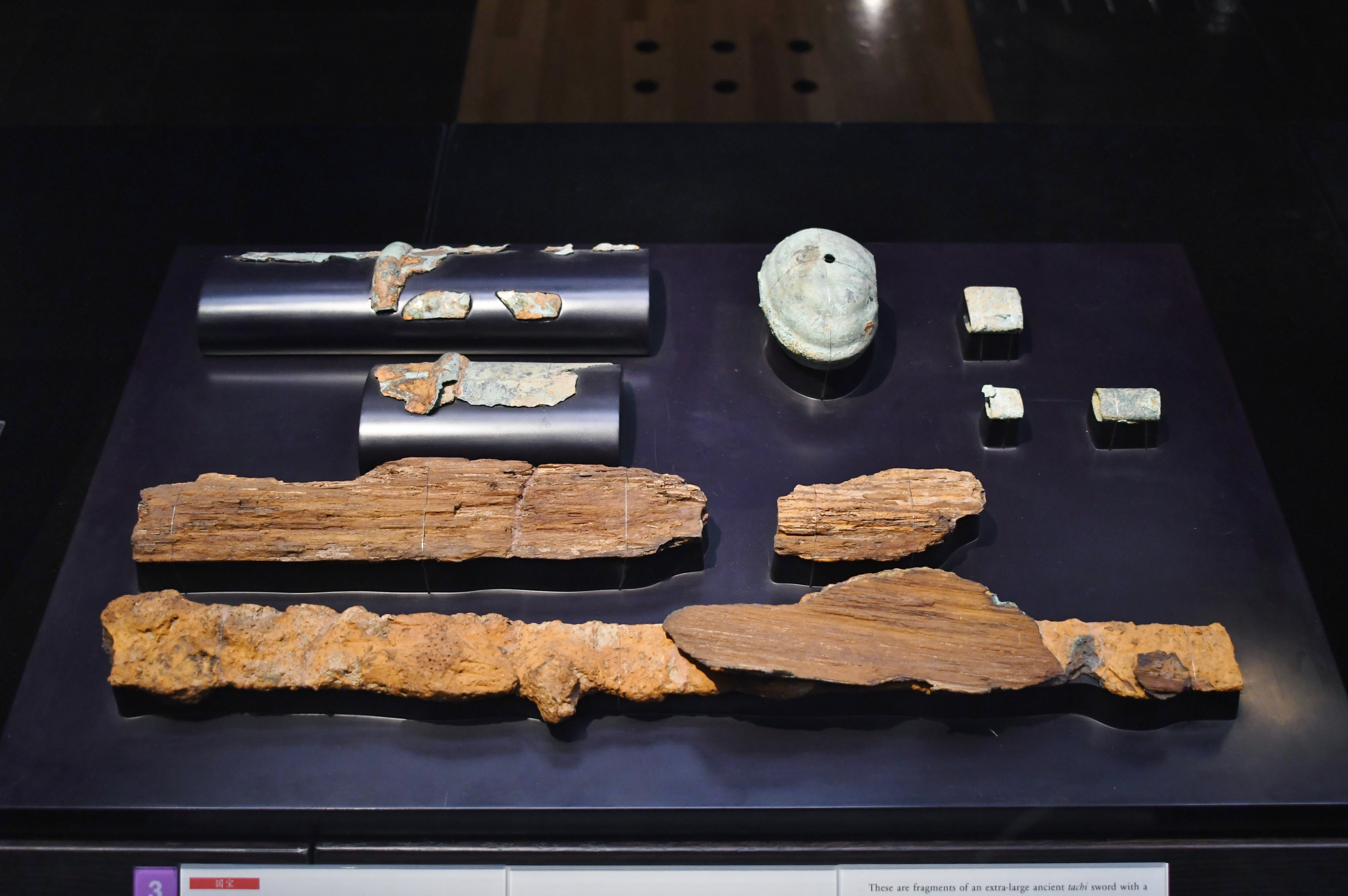
金銅装頭椎大刀 九州国立博物館展示。
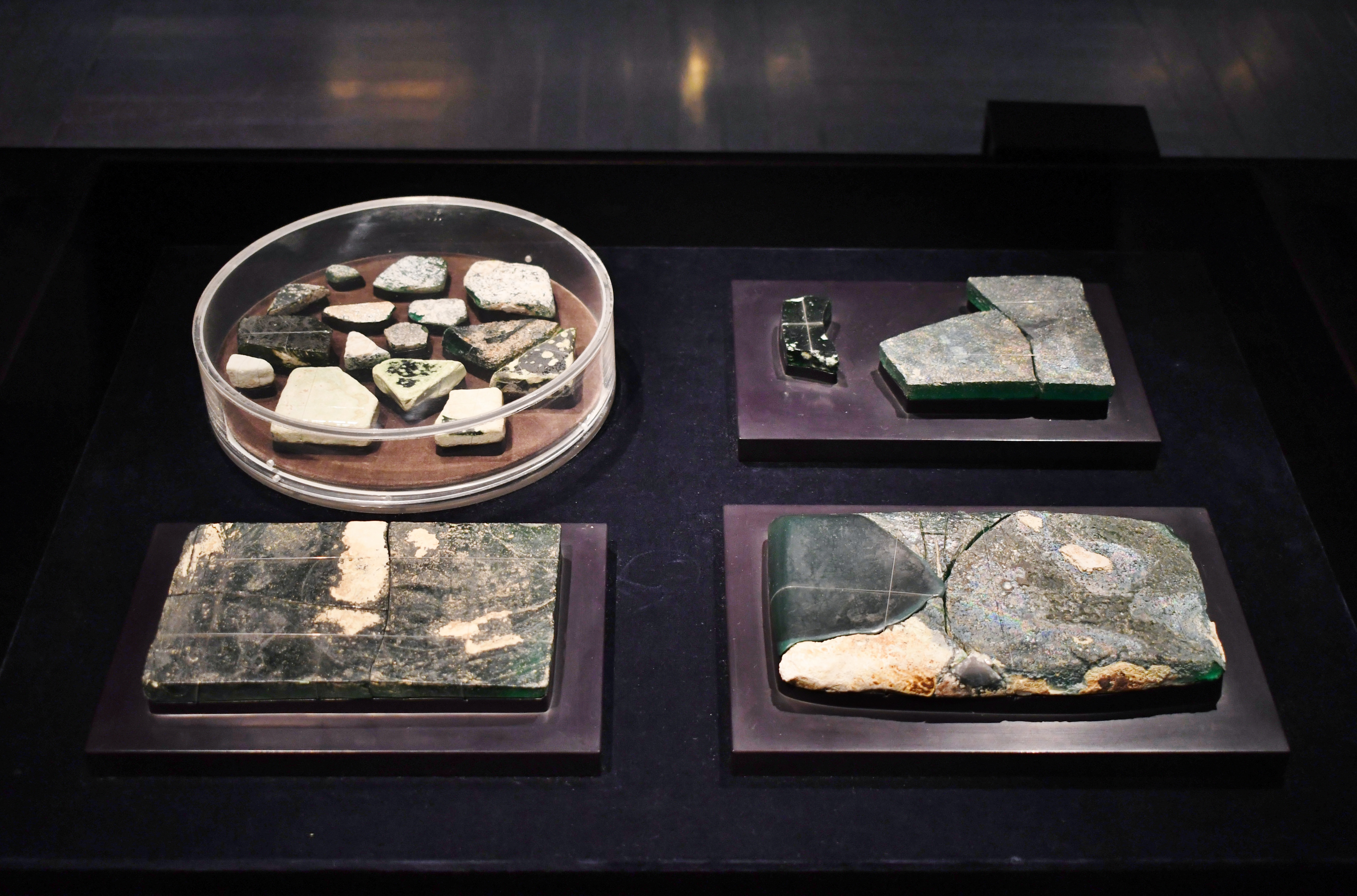
緑色ガラス板 九州国立博物館展示。

## 被葬者
『日本書紀』に基づく関係系図
|                            |                            |                            |                            |                            |                            |          |  |  |  |  |  | 胸肩君徳善 |        |        |        |        |        |
|                            |                            |                            |                            |                            |                            |          |  |  |  |  |  |            |        |        |        |        |        |
| 大海人皇子 （40 天武天皇） | 大海人皇子 （40 天武天皇） | 大海人皇子 （40 天武天皇） | 大海人皇子 （40 天武天皇） | 大海人皇子 （40 天武天皇） | 大海人皇子 （40 天武天皇） |          |  |  |  |  |  | 尼子娘     | 尼子娘 | 尼子娘 | 尼子娘 | 尼子娘 | 尼子娘 |
| 大海人皇子 （40 天武天皇） | 大海人皇子 （40 天武天皇） | 大海人皇子 （40 天武天皇） | 大海人皇子 （40 天武天皇） | 大海人皇子 （40 天武天皇） | 大海人皇子 （40 天武天皇） |          |  |  |  |  |  | 尼子娘     | 尼子娘 | 尼子娘 | 尼子娘 | 尼子娘 | 尼子娘 |
|                            |                            |                            |                            |                            |                            |          |  |  |  |  |  |            |        |        |        |        |        |
|                            |                            |                            |                            |                            |                            | 高市皇子 |  |  |  |  |  |            |        |        |        |        |        |

宮地嶽古墳の被葬者は明らかでないが、宗像地域の古代氏族である胸肩君（宗形氏/宗像氏）の首長と推定され、具体的な被葬者としては胸肩君徳善（むなかたのきみとくぜん）とする説が挙げられる。胸肩君徳善は、高市皇子（654?-696年）の外祖父とされる人物である。
『日本書紀』天武天皇2年（673年）2月癸未（27日）条の皇統譜によれば、大海人皇子（第40代天武天皇）は胸形君徳善の娘の尼子娘と婚姻関係を持ち、高市皇子をもうけている。他の文献に記述が見られないため詳らかでないが、高市皇子は壬申の乱で大海人皇子軍の統帥となり、持統天皇4年（690年）には太政大臣に任じられていることから、外祖父の胸形君徳善は宗形氏の中央進出のきっかけになった人物と想定される。高市皇子は持統天皇10年（696年）に死去するが、その際の年齢を『公卿補任』では42歳または43歳、『扶桑略記』では43歳としており、白雉5年（654年）頃の生まれとみられることから、尼子娘の婚姻もそれ以前と推測される。
宮地嶽古墳からは具体的な人物名を示唆する遺物は出土していないが、手光波切不動古墳・宮地嶽火葬墓の存在を考え合わせて、古代宗形氏との関連性が推測される。宮地嶽古墳の出土品のうち頭椎大刀は、関東地方に分布の中心がある遺物であるが、九州地方では北部九州でも宗像地域に集中的に分布する。他の遺物でも宗像地域に集中する傾向がみられることから、後世の「宗形郡」の原型となるまとまりが6世紀代には形成されていたことが示唆される。

## 宮地嶽火葬墓
宮地嶽火葬墓（みやじだけかそうぼ）は、宮地嶽古墳の付近にあったとみられる古代火葬墓。
宮地嶽古墳の石室開口部から東方向の丘陵西斜面上（標高約65メートル）において、1938年（昭和13年）に植樹作業中に表面下約1尺からガラス製蔵骨器が出土したことで発見された。蔵骨器は陶質の合せ甕（鉢）の中に入っており、銅製有蓋高台壺の中にガラス製有蓋短頸壺を納める。土器は後世のものであるため、再埋納品とされ、本来の墓の所在・構造は明らかでない。
ガラス製蔵骨器は、文祢麻呂墓（奈良県宇陀市）のものと形態・製作技法が類似するが、同墓では慶雲4年（707年）銘の墓誌が出土していることから、宮地嶽火葬墓も同様に8世紀初頭頃の築造と推定される。被葬者としては、胸肩君徳善の娘の尼子娘とする説や、『続日本紀』和銅2年（709年）に宗像郡大領に任じられたと見える宗形等抒とする説がある。
出土蔵骨器は1961年（昭和36年）に国宝に指定されている。

## 文化財

### 国宝
- 宮地嶽古墳出土品（考古資料）
明細は後出。所有者は宮地嶽古墳、九州国立博物館保管（以前は東京国立博物館保管）。1936年（昭和11年）9月18日に国宝保存法に基づき国宝（旧国宝）に指定、1950年（昭和25年）の文化財保護法施行により国の重要文化財に指定、1952年（昭和27年）3月29日に国宝（新国宝）に指定[5]。
- 筑前国宮地嶽神社境内出土骨蔵器（考古資料）
明細は後出。所有者は宮地嶽古墳、東京国立博物館保管。1939年（昭和14年）10月25日に国宝保存法に基づき国宝（旧国宝）に指定、1950年（昭和25年）の文化財保護法施行により国の重要文化財に指定、1961年（昭和36年）4月27日に国宝（新国宝）に指定[6]。

宮地嶽古墳出土品
- 金銅鞍金具残欠 1背 - 前後両橋 覆輪、海磯金具鞖等。
- 金銅壺鐙 1双
- 金銅鏡板付轡 1箇分
- 金銅杏葉残欠 2枚分
- 銅鎖 1連
- 金銅装頭椎大刀（大形）残欠 1口分 - 柄頭、鐔、刀身断片、鞘金具等。
- 金銅装頭椎大刀残欠 1口分 - 柄頭、鎺、刀身断片等。
- 金銅透彫冠残欠 一括
- 金環 1箇
- 緑瑠璃丸玉 1連
- 緑瑠璃丸玉 一括
- 蓋付銅鋺 1口
- 銅盤残欠 1枚分
- 土師器盌 1口
- 長方形緑瑠璃板残欠 3枚分
- 緑瑠璃板断片 一括
- 附 各種金具等残片 一括

筑前国宮地嶽神社境内出土骨蔵器
- 瑠璃壺 1合
- 銅壺 1合
- 附 陶質鉢残闕 2口分

## 関連施設
- 九州国立博物館（福岡県太宰府市） - 宮地嶽古墳の出土品を保管。
- 東京国立博物館（東京都台東区） - 宮地獄火葬墓の出土品を保管。

## 関連文献
（記事執筆に使用していない関連文献）
- 島田寅次郎「石器と土器・古墳と副葬品 > 宮地嶽古墳の不動窟につきて」『史蹟名勝天然紀念物調査報告書』 第13輯 史蹟之部、福岡県、1939年。 - リンクは奈良文化財研究所「全国文化財総覧」。
- 『國寶宮地嶽古墳出土品修理報告書』宮地嶽神社、1968年。
- 小田富士雄「宮地嶽古墳」『探訪日本の古墳』 西日本編、有斐閣、1982年。
- 『よみがえる黄金の宝 国宝宮地嶽古墳出土宝物の世界』大野城心のふるさと館〈大野城市市制50周年記念特別展〉、2022年。